# Инглинген
Инглинген (нем. Uenglingen) — община в Германии, в земле Саксония-Анхальт. 
Входит в состав района Штендаль. Подчиняется управлению Штендаль-Ухтеталь.  Население составляет 1020 человек (на 31 декабря 2006 года). Занимает площадь 11,38 км².